# Lirimiris euribya
Lirimiris euribya är en fjärilsart som beskrevs av Druce 1906. Lirimiris euribya ingår i släktet Lirimiris och familjen tandspinnare. Inga underarter finns listade i Catalogue of Life.